# Lewis Baker
Lewis Renard Baker (Luton, 1995. április 25. –) angol korosztályos válogatott labdarúgó, a Blackburn Rovers játékosa kölcsönben a Stoke City csapatától.

## Pályafutása
Baker 9 évesen került a Chelsea FC akadémiájára a Luton Towntól, ahol előtte egy szezont töltött el. Olyan csapatok érdeklődtek iránta, mint a Queens Park Rangers, Charlton Athletic, Aston Villa, Derby County, Wimbledon, és az Arsenal. Egyik ajánlatot sem fogadta el és a Chelsea csapatához csatlakozott.
2014. január 5-én az angol labdarúgókupában a 87. percben debütált a Derby County elleni mérkőzésen. A 2014–2015-ös szezontól az első keret tagja lett José Mourinhónál.
2024. augusztus 29-én a 2024–2025-ös szezonra kölcsönbe igazolt a Blackburn Rovers csapatához.

## Válogatott
Képviseltette magát az angol U17-es labdarúgó-válogatottban, a angol U19-es labdarúgó-válogatottban és az angol U20-as labdarúgó-válogatottban. 2014-ben meghívott kapott a U20-as válogatottba, ahol a román U20-as labdarúgó-válogatott ellen góllal debütált szeptember 5-én. Ebben a hónapban meghívott kapott az angol U21-es labdarúgó-válogatottba a horvát U21-es labdarúgó-válogatott elleni 2015-ös U21-es labdarúgó-Európa-bajnokság selejtező mérkőzéseire, de egyik mérkőzésen sem lépett pályára.

## Statisztika
2014. szeptember 5. állapot szerint.
| Klub             | Szezon           | Bajnokság        | Bajnokság | Bajnokság | FA-kupa | FA-kupa | Ligakupa | Ligakupa | Nemzetközi | Nemzetközi | Egyéb | Egyéb | Összesen | Összesen |
| Klub             | Szezon           | Osztály          | Mérk.     | Gól       | Mérk.   | Gól     | Mérk.    | Gól      | Mérk.      | Gól        | Mérk. | Gól   | Mérk.    | Gól      |
| ---------------- | ---------------- | ---------------- | --------- | --------- | ------- | ------- | -------- | -------- | ---------- | ---------- | ----- | ----- | -------- | -------- |
| Chelsea          | 2013–14          | Premier League   | 0         | 0         | 1       | 0       | 0        | 0        | 0          | 0          | 0     | 0     | 1        | 0        |
| Chelsea          | 2014–15          | Premier League   | 0         | 0         | 0       | 0       | 0        | 0        | 0          | 0          | 0     | 0     | 0        | 0        |
| Chelsea          | Összesen         | Összesen         | 0         | 0         | 1       | 0       | 0        | 0        | 0          | 0          | 0     | 0     | 1        | 0        |
| Karrier összesen | Karrier összesen | Karrier összesen | 0         | 0         | 1       | 0       | 0        | 0        | 0          | 0          | 0     | 0     | 1        | 0        |

## Sikerei, díjai

### Egyéni
- NextGen Series - Torna Játékosa (1): 2012-13
- Chelsea Az év fiatal játékosa (1): 2013–14[12]
- Chelsea Az év gólja (1): 2013–14[12]